# جائزة جون فون نيومان
جائزة جون فون نيومان تأسست عام 1994م تخليدًا لذكري العالم الرياضاتي الشهير جون فون نيومان (1903م-1957م) وهو عالم مجري وأبرز علماء الرياضيات في التاريخ الحديث، وتمنح هذه الجائزة سنوياً من فبل معهد بحوث العمليات والعلوم الإدارية بالمجر، وما يميز هذه الجائزة عن غيرها من الجوائز العلمية أنها تُمنح من قبل طلاب الاقتصاد والعلوم الاجتماعية المختلفة، منحت هذه الجائزة للمرة الأولى عام 1995م.

## الفائزون السابقون بالجائزة.
- (2020) ماريانا مازوكاتو
- (2019) سوزان آثي.
- (2018) داني رودريك.
- (2017) ريتشارد اتش ثالر.
- (2016) الفين أي روث.
- (2015) ماثيو جاكسون.
- (2014) عمانوئيل سايز
- (2013) استر دوفلو.
- (2012) اوليفيه بلانشارد.
- (2011) حوشوا انجريست
- (2010) تيم بيسلي.
- (2009) فيليب اجيون.
- (2008) كيفن ام مورفي.
- (2007) دارون اسيموعلو.
- (2006) ماثيو رابين.[1]
- (2005) جلين لوري.[2]
- (2004) ليسلي لامبورت.
- (2003) موريس اوبسفيلد.[3]
- (2002) جون الستر.
- (2001) افيناش ويكسيت.
- (1999) اوليفر ويلياسون.[4]
- (1998) جيت تيرول.
- (1997) يانوس كورناي.
- (1996) هال فاريان.
- (1995) جور هارساني.

## انظر ايضًا
- جائزة بوشر التذكارية
- جائزة آدمز
- جون فون نيومان